# Pic de Fontfrède
Pour les articles homonymes, voir Fontfrède.
Le pic de Fontfrède  est un sommet des Pyrénées-Orientales situé sur la commune de Céret.

## Toponymie
Le nom est une francisation du nom catalan Font freda (fontaine froide) et qui fait référence à la source qui coule non loin du sommet.

## Géographie

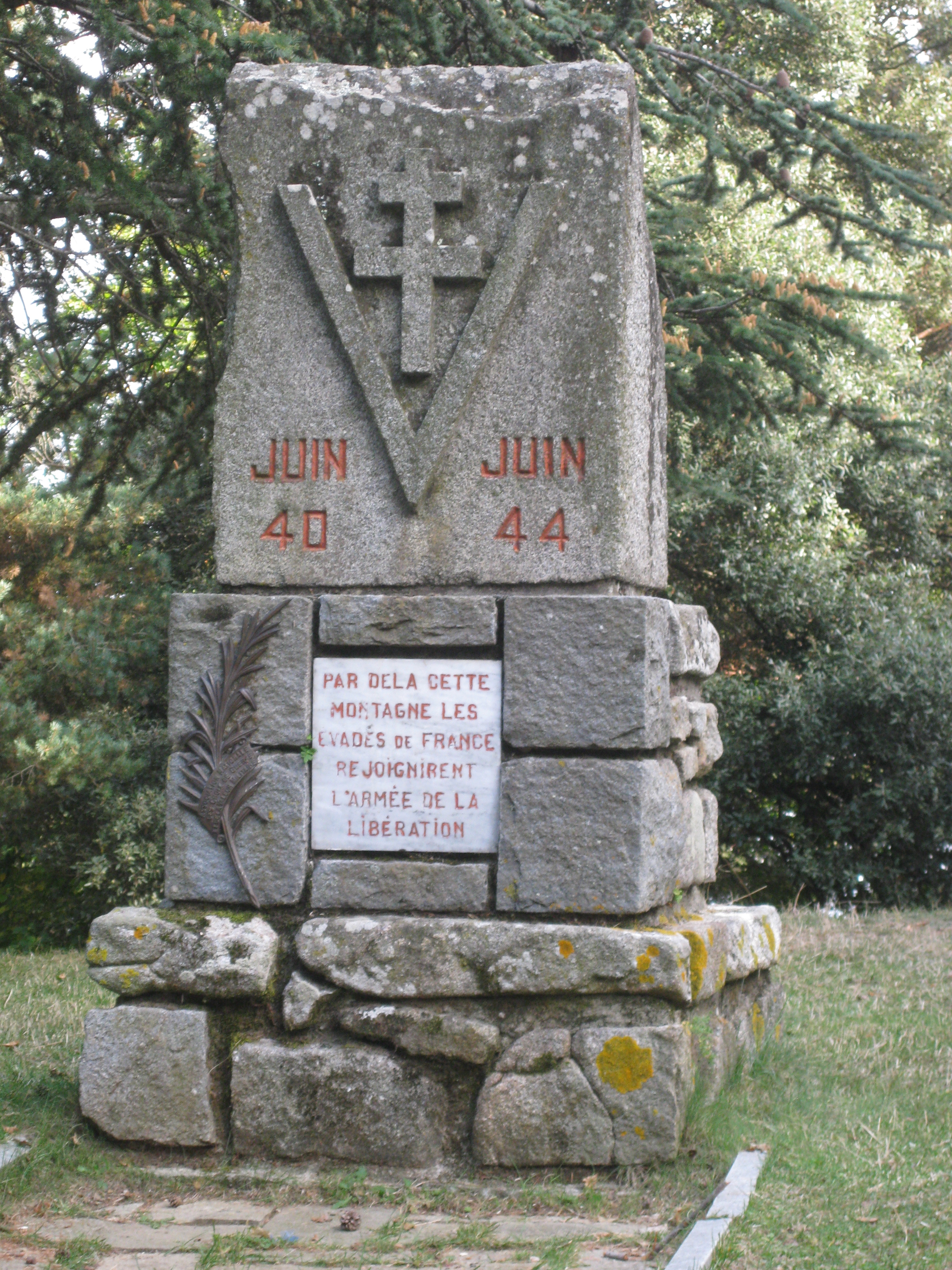
La stèle des évadés.

### Topographie
Culminant à 1 093 m d'altitude, le pic de Fonfrède domine le col du même nom où fut inaugurée une stèle des évadés de France en hommage aux personnes qui, durant la Seconde Guerre mondiale, ont fui le régime de Vichy en traversant les Pyrénées pour se réfugier en Espagne.
La crête du pic de Fontfrède se poursuit au nord-est vers le pic del Bolaric (1 031 m).

## Voies d'accès
En voiture, depuis la départementale 131, une route goudronnée mène directement à 200 mètres du sommet. Un sentier permet de finir l'ascension à pied. À pied, depuis le centre ville de Céret, un sentier permet de rejoindre le sommet en 90 min de marche environ.